# Pseudonotoncus

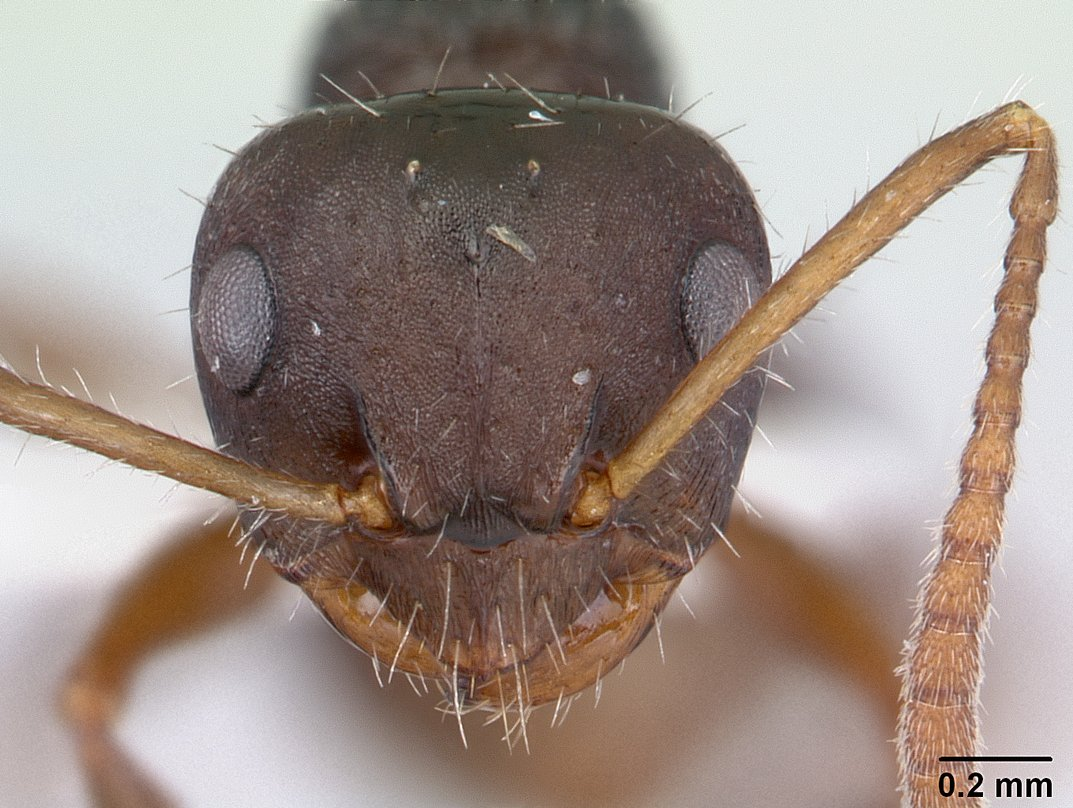
Муравей Pseudonotoncus hirsutus

Pseudonotoncus (лат.) — род муравьёв подсемейства формицины (Formicinae, Myrmecorhynchini). Австралия
.

## Описание
Мелкие земляные муравьи коричневого цвета. Заднегрудка с острыми проподеальными шипиками. Усики самок и рабочих 12-члениковые (у самцов антенны состоят из 13 сегментов). Жвалы рабочих с 6 зубцами. Нижнечелюстные щупики 6-члениковые, нижнегубные щупики состоят из 4 сегментов. Голени средних и задних ног с одной апикальной шпорой.
Стебелёк между грудкой и брюшком состоит из одного сегмента (петиоль), на верхнем узелке которого сверху расположены два шипика, направленные вверх и назад
.
- Pseudonotoncus eurysikos Shattuck & O’Reilly, 2013 — Австралия[5]
- Pseudonotoncus hirsutus Clark, 1934 — Австралия
  - = Pseudonotoncus turneri Donisthorpe, 1937 Австралия[6]